# Comité sur les avortements thérapeutiques
 (mai 2025).
Si vous disposez d'ouvrages ou d'articles de référence ou si vous connaissez des sites web de qualité traitant du thème abordé ici, merci de compléter l'article en donnant les références utiles à sa vérifiabilité et en les liant à la section « Notes et références ».
Le Comité sur les avortements thérapeutiques (communément appelé TAC) se réfère à un comité canadien composé de trois médecins qui décidait si un avortement correspondait une exemption recevable au Code criminel du Canada, qui ne permettait l'avortement légal que si la poursuite de la grossesse entraînait des conséquences médicales pour la femme.  Le TAC a été presque toujours été composé d'hommes, en raison du faible nombre de femmes pratiquant la médecine, et du nombre  encore plus faible occupant  ces types de postes de haut niveau. Ce code a finalement été annulé et invalidé par le système judiciaire canadien dans l'affaire R. contre Morgentaler de 1988.
Préalablement à cet arrêt, de nombreuses femmes canadiennes trouvaient beaucoup plus facile de voyager à l'étranger pour recevoir un traitement médical pour une grossesse non désirée. Certaines femmes recouraient à des avortements illégaux, souvent effectués par des praticiens non qualifiés, ou même tentaient de procéder elles-mêmes à l'avortement. Ce qui a eu des conséquences dangereuses, voire mortelles.

## Sources
- (en) Cet article est partiellement ou en totalité issu de l’article de Wikipédia en anglais intitulé « Therapeutic Abortion Committee » (voir la liste des auteurs).